# افرای برگ‌زالزالکی
افرای برگ‌زالزالکی (نام علمی: Acer crataegifolium) نام یک گونه از سرده افرا است.